# Almirante Barroso (1896)
«Альміранче Баррозо» був захищеним крейсером, який експлуатувався ВМС Бразилії між 1896 і 1931 роками. Це був третій корабель, який мав назву «Альміранте Баррозо» на честь адмірала Франциско Мануеля Баррозу, барона Амазонас.

## Будівництво та конструкція
«Альміранче Баррозо» був побудований на верфях Armstrong Whitworth & Co. в Елсвіку, Англія. Кіль був закладений у вересні 1895 року, а спуск і введення в експлуатацію відбулися 25 серпня 1896 року.
Корабель був побудований зі сталевих пластин 5/8 дюйма. Він мав 14 водонепроникних відсіків, броньовану палубу, броньовий пояс типу Коффердам для захисту життєво важливих ділянок, подвійний корпус, таран і дві щогли. Його дві парові машини з потрійним розширенням, потужністю 7512 к. с. приводили в рух два трилопатевих гвинти і забезпечували кораблю на максимальну швидкість 22 вузли.

## Історія служби
«Альміранче Баррозо» був першим бразильським кораблем, яке мало радіотелеграф, забезпечивши перший досвід використання цієї системи в країні. У 1900 році він був частиною Білої дивізії разом з лінкором «Ріаучело» і крейсером «Тамойо», відповідальним за доправлення тодішнього президента Кампоса Салеса до Аргентини у відповідь за такий самий жест президента Аргентини Хуліо Архентіно Рока. Серед місій корабля виділяється візит до Чилі в 1903 році у відповідь на візит кораблів цієї країни до Бразилії. У 1904 році він був флагманом Північної військово-морської дивізії в Манаусі під час періоду напруженості між Бразилією та Перу через прикордонні питання. Під час катастрофи «Аквідаби» у 1906 році він допоміг врятувати потерпілих від аварії, надавати допомогу пораненим і збирати загиблих. У 1908 році воно привезло з Уругваю останки адміралів Баррозу та Салданья да Гами. Під час Повстання батогів в 1910 році «Альміранче Баррозо» був серед кораблів, екіпажі яких які зберегли лояльність, але його вогнева міць та вогнева міць інших таких кораблів була незначною порівняно з одним із дредноутів повстанців.
Військово-морський флот вважав його видатним кораблем «за його бездоганний зовнішній вигляд, а також за сміливість і дисципліну, порядок і ефективність, які підтримувалися на борту». Крейсер залишався на активній службі до 28 липня 1931 року.